# HD 10553
HD 10553，又名CD-50 461，SAO 232497、HR 501，是一颗恒星，视星等为6.64，位于銀經283.51，銀緯-65.15，其B1900.0坐标为赤經1h 37m 41.8s，赤緯-50° -65.15′ 36″。